# كأس ألمانيا 1974–75
كأس ألمانيا 1974–75 (بالألمانية: DFB-Pokal 1974/75)‏ هو الموسم 32 من كأس ألمانيا. أشرف على تنظيمه اتحاد ألمانيا لكرة القدم، وكان عدد الأندية المشاركة فيه 128، وفاز فيه آينتراخت فرانكفورت.